# Silviahemmet
Silviahemmet (übersetzt Silvias Heim) ist eine schwedische Stiftung, die im Jahre 1996 durch Königin Silvia von Schweden ins Leben gerufen wurde. Alice Sommerlath, ihre Mutter, war selbst an Demenz erkrankt. Die Silviahemmet Stiftung hat auf der Grundlage von Palliative Care mit Silviahemmet eine Philosophie entwickelt, die als Wegweiser zur Erstellung eines auf die jeweilige Einrichtung zugeschnittenen Konzepts dient.

## Stiftung
Primärer Stiftungszweck von Silviahemmet ist die Förderung einer fürsorglichen, würdevollen Versorgung von Menschen mit Demenz. Die Demenzkranken sollen, solange es geht, zu Hause betreut werden können. Die Philosophie beruht auf den Säulen Teamarbeit, Angehörigenarbeit, Kommunikation und Begegnung sowie Symptomkontrolle. Die Stiftung hat sich selbst die Forschung und Lehre als Ziel gesetzt. 

## Arbeit
Zur Arbeit von Silviahemmet gehört die Unterstützung der Familien, die Ausbildung von Pflegepersonal sowie die Sensibilisierung der Öffentlichkeit für das Thema Demenz und Versorgung. Bei Silviahemmet geht es um eine Versorgung, welche sich an den Symptomen des Einzelnen orientiert.
Die grundlegende Philosophie geht von einer palliativen Versorgung und Begleitung der Menschen mit Demenz aus. Die Würde des Erkrankten steht im Mittelpunkt. Gegenüber traditionellen Pflege- und Betreuungskonzepten lehrt bei Silviahemmet der Demenzkranke die Nichterkrankten, das Krankheitsbild zu verstehen. Die Versorgungsleistung richtet sich nach den Bedürfnissen des Einzelnen, nicht nach allgemeinen Vorstellungen des Krankheitsbilds Demenz. Ziel ist es, dass das gesamte Umfeld von Menschen mit Demenz geschult werden muss. Dazu gehören neben den bekannten Heilberufen Familienangehörige, Freunde und Nachbarn, aber auch Außenstehende wie Taxifahrer oder Verkäuferinnen. Es sollen Unsicherheiten und Ängste im Umgang mit Demenzkranken abgebaut und eine gesellschaftliche Enttabuisierung des Themas Demenz erreicht werden.
Das Versorgungskonzept nach Silviahemmet lässt sich als Leitbild für die Versorgung von Menschen mit Demenz auf deutsche teilstationäre und stationäre Einrichtungen übertragen. Dafür werden die Leitlinien der Philosophie mit den geltenden Richtlinien und Rahmenvereinbarungen der gesetzlichen Pflegeversorgungen abgestimmt. Bei Silviahemmet geht es um pflegerische und medizinische Behandlungsstrategien. Es steht eine nichtmedikamentöse Strategie im Vordergrund, beispielsweise Aktivitätsangebote, Milieutherapie oder Musiktherapie. Ein Schwerpunkt ist die inklusive Angehörigenarbeit, die über die Biografiearbeit in Teamarbeit hinaus, den ganzheitlichen Ansatz verfolgt. Regelmäßige Schulungen und Workshops für die Angehörigen sollen deren Einbindung in den Betreuungsalltag fördern, um die Fortschreitung der Symptome zu verzögern.
Seit 2009 kooperiert Silviahemmet mit den Maltesern in Deutschland. Mehrere Einrichtungen wie z. B. der Tagestreff für Menschen mit beginnender Demenz in Bottrop oder die Stationen Silvia im Malteser Krankenhaus St.-Franziskus-Hospital in Flensburg und im Malteser Krankenhaus St. Hildegardis in Köln arbeiten nach dieser Philosophie. Zudem kooperiert Silviahemmet in Deutschland mit dem St. Anna-Stift Kroge. Das St. Anna-Stift Kroge hat mit der Umsetzung der Silviahemmet Pflegephilosophie in seinem vollstationären Wohnbereich den Quality Award 2015 des Bundesverband privater Anbieter sozialer Dienste gewonnen.

## Ausbildung
Bisher sind demenzielle Erkrankungen nicht heilbar. Erkenntnisse über demenzielle Erkrankungen aus der klinischen Forschung fließen als elementare Bausteine in die Ausbildung ein. In Schweden werden Krankenschwestern als Silvia Schwestern ausgebildet. Der Titel wird von Königin Silvia von Schweden persönlich verliehen. Die Ausbildung umfasst auch andere Berufsgruppen, wie zum Beispiel Ärzte, die als Silvia Doktoren bezeichnet werden. Zwischen 1996 und Jahr 2001 wurden 34 Silvia Schwestern ausgebildet. Seit 2004 werden die Silvia Schwestern am Sophiahemmet trainiert, einer Privatklinik im nordöstlichen Stockholmer Stadtteil Norra Djurgården. Die Klinik ist an die Hochschule Sophiahemmet Hogskola angebunden. 